# UFC Fight Night: Rodríguez vs. Stephens
UFC Fight Night: Rodríguez vs. Stephens (también conocido como UFC on ESPN+ 17 o UFC Fight Night 159) fue un evento de artes marciales mixtas producido por Ultimate Fighting Championship que se llevó a cabo el 21 de septiembre de 2019 en el Arena Ciudad de México de Ciudad de México, México.

## Historia
Aunque no fue anunciado oficialmente, la promoción inicialmente planeó una pelea de peso pluma entre los exretadores al título Brian Ortega y Chan Sung Jung para servir como evento estelar. Sin embargo, éste contó con una pelea de peso pluma entre el ganador peso pluma de The Ultimate Fighter: Latin America, Yair Rodríguez y Jeremy Stephens.
Un combate de peso paja femenino entre Istela Nunes y la excampeona de peso paja de Invicta FC, Angela Hill estaba programado para el evento. Sin embargo, el 12 de agosto, se informó que Nunes fue retirada de la cartelera debido a un test antidopaje fallido. Fue reemplazada por Ariane Carnelossi.
Alex Pérez enfrentaría a Sergio Pettis en el evento. Sin embargo, Pérez se retiró de la pelea el 26 de agosto tras una lesión. Fue reemplazado por el recién llegado Tyson Nam.
Marion Reneau tenía previsto enfrentarse a Irene Aldana en el evento. Sin embargo, Reneau se retiró de la pelea el 11 de septiembre por razones desconocidas. Fue reemplazada por la recién llegada Vanessa Melo. En el pesaje, Melo pesó 140 libras, 4 libras por encima del límite del peso gallo (136 lbs). Fue multada con el 30% de su pago y su pelea con Aldana se llevó a cabo en un peso acordado.

## Premios extras
Los siguientes peleadores recibieron $50,000 en bonos:
- Pelea de la Noche: Carla Esparza vs. Alexa Grasso
- Actuación de la Noche: Steven Peterson y Paul Craig